# Иванков (Черняховский район)
Иванков (укр. Іванків) — село на Украине, основано в 1633 году, находится в Черняховском районе Житомирской области.
Код КОАТУУ — 1825684403. Население по переписи 2001 года составляет 302 человека. Почтовый индекс — 12335. Телефонный код — 4134. Занимает площадь 1,17 км².

## Адрес местного совета
12335, Житомирская область, Черняховский р-н, с.Зороков, ул.Ленина, 51